# 磁县城隍庙
城隍庙大殿，位于中国河北省邯郸市县城西大街，为邯郸市磁县的一个省级文物保护单位，类型为古建筑，公布时间为1982年7月23日。
城隍庙大殿的历史年代为明代。